# كوتشابامبا
كوتشومبابا سارة (بالإسبانية: Cochabamba) وهي مدينة تقع في وسط بوليفيا ويبلغ عدد سكانها 630,587 نسمة وتبلغ مساحتها 170 كلم مربع وتُعتبر رابع أكبر مدينة في بوليفيا، يبلغ ارتفاعها 2,558 متر عن سطح البحر إذ تقع على جبال الإنديز.

## المناخ
يظهر الجدول التالي التغييرات المناخية على مدار السنة لكوتشابامبا:
| البيانات المناخية لـكوتشابامبا                        | البيانات المناخية لـكوتشابامبا | البيانات المناخية لـكوتشابامبا | البيانات المناخية لـكوتشابامبا | البيانات المناخية لـكوتشابامبا | البيانات المناخية لـكوتشابامبا | البيانات المناخية لـكوتشابامبا | البيانات المناخية لـكوتشابامبا | البيانات المناخية لـكوتشابامبا | البيانات المناخية لـكوتشابامبا | البيانات المناخية لـكوتشابامبا | البيانات المناخية لـكوتشابامبا | البيانات المناخية لـكوتشابامبا | البيانات المناخية لـكوتشابامبا |
| الشهر                                                 | يناير                          | فبراير                         | مارس                           | أبريل                          | مايو                           | يونيو                          | يوليو                          | أغسطس                          | سبتمبر                         | أكتوبر                         | نوفمبر                         | ديسمبر                         | المعدل السنوي                  |
| ----------------------------------------------------- | ------------------------------ | ------------------------------ | ------------------------------ | ------------------------------ | ------------------------------ | ------------------------------ | ------------------------------ | ------------------------------ | ------------------------------ | ------------------------------ | ------------------------------ | ------------------------------ | ------------------------------ |
| الدرجة القصوى °م (°ف)                                 | 35.0 (95.0)                    | 30.0 (86.0)                    | 30.6 (87.1)                    | 30.0 (86.0)                    | 28.9 (84.0)                    | 30.0 (86.0)                    | 28.3 (82.9)                    | 30.6 (87.1)                    | 30.6 (87.1)                    | 32.8 (91.0)                    | 31.7 (89.1)                    | 32.8 (91.0)                    | 35.0 (95.0)                    |
| متوسط درجة الحرارة الكبرى °م (°ف)                     | 23.9 (75.0)                    | 23.3 (73.9)                    | 24.4 (75.9)                    | 25.0 (77.0)                    | 24.4 (75.9)                    | 23.3 (73.9)                    | 23.3 (73.9)                    | 23.9 (75.0)                    | 25.6 (78.1)                    | 26.1 (79.0)                    | 25.6 (78.1)                    | 25.0 (77.0)                    | 24.5 (76.1)                    |
| المتوسط اليومي °م (°ف)                                | 18.1 (64.6)                    | 17.5 (63.5)                    | 17.5 (63.5)                    | 16.4 (61.5)                    | 14.2 (57.6)                    | 12.2 (54.0)                    | 12.5 (54.5)                    | 13.9 (57.0)                    | 16.7 (62.1)                    | 18.1 (64.6)                    | 18.3 (64.9)                    | 18.3 (64.9)                    | 16.1 (61.0)                    |
| متوسط درجة الحرارة الصغرى °م (°ف)                     | 12.2 (54.0)                    | 11.7 (53.1)                    | 10.6 (51.1)                    | 7.8 (46.0)                     | 3.9 (39.0)                     | 1.1 (34.0)                     | 1.7 (35.1)                     | 3.9 (39.0)                     | 7.8 (46.0)                     | 10.0 (50.0)                    | 11.1 (52.0)                    | 11.7 (53.1)                    | 7.8 (46.0)                     |
| أدنى درجة حرارة °م (°ف)                               | 7.2 (45.0)                     | 3.3 (37.9)                     | 2.2 (36.0)                     | −1.1 (30.0)                    | −4.4 (24.1)                    | −6.7 (19.9)                    | −5.0 (23.0)                    | −5.6 (21.9)                    | −3.3 (26.1)                    | 0.0 (32.0)                     | 5.0 (41.0)                     | 5.6 (42.1)                     | −6.7 (19.9)                    |
| الهطول مم (إنش)                                       | 94.0 (3.70)                    | 68.8 (2.71)                    | 38.4 (1.51)                    | 12.7 (0.50)                    | 2.3 (0.09)                     | 1.3 (0.05)                     | 2.5 (0.10)                     | 7.6 (0.30)                     | 6.1 (0.24)                     | 20.8 (0.82)                    | 38.1 (1.50)                    | 70.1 (2.76)                    | 362.7 (14.28)                  |
| المصدر: Sistema de Clasificación Bioclimática Mundial |                                |                                |                                |                                |                                |                                |                                |                                |                                |                                |                                |                                |                                |

## مدن شقيقة
- المملكة المتحدة، بلفاست
- الأرجنتين، كوردوبا
- الأرجنتين، فيديما
- فنزويلا، كاراكاس
- تشيلي، أريكا
- الولايات المتحدة، سان فرانسيسكو
- الولايات المتحدة، ميامي
- إسبانيا، ألميريا
- إيطاليا، بيرغامو
- فرنسا، نانت
- الصين، كونمينغ
- الفلبين، كابويو

## أعلام
- مارتين كارديناس
- أديلا زاموديو
- كارلوس بلانكو غاليندو
- إدواردو رودريغيز
- رينيه بارينتوس
- ليديا غويلير تاخادا
- خوليو سيزار بالديفيسو
- خوسيه ماريا آشا
- خايمي باز زامورا
- خورخي كيروغا